# أسدية
أسدية (بالفارسية: اسدیه) هي منطقة سكنية تقع في إيران في البلدة المركزية. يقدر عدد سكانها بـ 4,312 نسمة .